# Apiomerus hirtipes
Apiomerus hirtipes är en insektsart som först beskrevs av Fabricius 1787.  Apiomerus hirtipes ingår i släktet Apiomerus och familjen rovskinnbaggar. Inga underarter finns listade i Catalogue of Life.